# حارة بير أبو شملة (صنعاء)
حارة بير أبو شملة هي إحدى حارات حي التحرير بمديرية التحرير إحد مديريات العاصمة اليمنية صنعاء، بلغ تعداد سكانها 3103 نسمة حسب تعداد اليمن لعام 2004.